# برزاسنيسز
برزاسنيسز (بالإنجليزية: Przasnysz)‏ هي قرية تقع ب محافظة مازوفيا في بولندا. تبعد 110كم من العاصمة وارسو و 115كم من أولشتين وهي عاصمة مقاطعة برزاسنيسز.